# Weilmünster
Weilmünster je obec v německé spolkové zemi Hesensko, v zemském okrese Limburg-Weilburg ve vládním obvodu Gießen. V 2015 zde žilo 8 787 obyvatel.

## Poloha
Sousední obce jsou: Braunfels, Grävenwiesbach, Selters, Villmar, Waldsolms, Weilburg, Weilrod a Weinbach.